# بوچیانو
بوچیانو (به ایتالیایی: Bucciano) یک منطقهٔ مسکونی در ایتالیا است که در استان بنونتو واقع شده‌است.

## خصوصیات
بوچیانو ۷٫۹ کیلومترمربع مساحت و ۱٬۹۵۰ نفر جمعیت دارد و ۲۷۶ متر بالاتر از سطح دریا واقع شده‌است.